# باتانگافو
باتانگافو (به لاتین: Batangafo) یک زیستگاه انسانی در جمهوری آفریقای مرکزی است که در اوهام (جمهوری آفریقای مرکزی) واقع شده‌است.